# 예레미
예레미(Jeremy)는 대한민국의 록 밴드이다.

## 구성원
- 김진웅 - 보컬
- 조필성 - 기타
- 변성우 - 베이스
- 최광석 - 드럼

### 이전 구성원
- 염윤선 - 보컬
- 모정길 - 보컬
- 정성태 - 베이스
- 우승보 - 드럼
- 노현호 - 드럼
- 박상열 - 드럼
- 최용주 - 드럼
- 서은경 - 키보드
- 오지연 - 키보드
- 조미란 - 키보드
- 정미선 - 키보드
- 이루리 - 키보드

## 음반

### 정규 음반
- 마음을 열고서 (1996년)
- Out Of Fear (1998년)
- Flying of Eagle (2000년)
- Edge On The History (2002년)
- Trivial Life (2003년)
- The 2nd Advent (2005년)
- Quo Vadis Domine? (2008년)
- The Dawn Of The Universe (2014년)